# تشيراو (كارولاينا الجنوبية)
تشيراو (بالإنجليزية: Cheraw, South Carolina)‏ هي بلدة أمريكية تقع في الولايات المتحدة في مقاطعة تشيسترفيلد (كارولاينا الجنوبية). يقدر عدد سكانها بـ 5,524 نسمة ومساحتها 12.0 كم2 ووترتفع عن سطح البحر 51 متر.

## التركيبة السكانية
حدّد مكتب تعداد الولايات المتحدة بيانات التركيبة السكانية لتشيراو في تعداد الولايات المتحدة. في ما يلي، التركيبة السكانية حسب تعدادي 2000 و2010.

### تعداد عام 2000
بلغ عدد سكان تشيراو 5,524 نسمة بحسب تعداد عام 2000، وبلغ عدد الأسر 2,290 أسرة وعدد العائلات 1,471 عائلة مقيمة في البلدة. في حين سجلت الكثافة السكانية 355.7 نسمة لكل كيلومتر مربع (921.3/ميل2). وبلغ عدد الوحدات السكنية 2,568 وحدة بمتوسط كثافة قدره 165.4 لكل كيلومتر مربع (428.4/ميل2).
وتوزع التركيب العرقي للبلدة بنسبة 45.76% من البيض و52.21% من الأمريكيين الأفارقة و0.36% من الأمريكيين الأصليين و0.81% من الأمريكيين ذوي الأصول الآسيوية و0.31% من الأعراق الأخرى و0.54% من عرقين مختلطين أو أكثر و0.80% من الهسبانيون أو اللاتينيون من أي عرق.
بلغ عدد الأسر 2,290 أسرة كانت نسبة 35.8% منها لديها أطفال تحت سن الثامنة عشر تعيش معهم، وبلغت نسبة الأزواج القاطنين مع بعضهم البعض 35.4% من أصل المجموع الكلي للأسر، ونسبة 25.1% من الأسر كان لديها معيلات من الإناث دون وجود شريك،  بينما كانت نسبة 3.8% من الأسر لديها معيلون من الذكور دون وجود شريكة وكانت نسبة 35.8% من غير العائلات. تألفت نسبة 33% من أصل جميع الأسر من عدة أفراد يعيشون في نفس المنزل ونسبة 14% كانت تتألف من شخص يعيش بمفرده يبلغ من العمر 65 عاماً أو أكثر. وبلغ متوسط حجم الأسرة المعيشية 2.32، أما متوسط حجم العائلات فبلغ 2.96.
بلغ العمر الوسطي للسكان 38.6 عاماً. وكانت نسبة 26.5% من القاطنين تحت سن الثامنة عشر، وكانت نسبة 7.6% بين الثامنة عشر والرابعة والعشرين عاماً، ونسبة 24.2% كانت واقعةً في الفئة العمرية ما بين الخامسة والعشرين والرابعة والأربعين عاماً، ونسبة 22.4% كانت ما بين الخامسة والأربعين والرابعة والستين، ونسبة 15.6% كانت ضمن فئة الخامسة والستين عاماً فما فوق. يوجد لكل 100 أنثى 81.0 ذكر، ويوجد لكل 100 أنثى في الثامنة عشر من عمرها فما فوق 73.2 ذكر.
بلغ متوسط دخل الأسرة في البلدة 21,897 دولارًا، أما متوسط دخل العائلة فبلغ 31,136 دولارًا. وكان متوسط دخل الذكور 27,405 دولارًا مقابل 22,003 دولارًا للإناث. وسجل دخل الفرد الخاص بالبلدة 13,801 دولارًا. وكانت نسبة 27.3% من العائلات ونسبة 32.1% من السكان تحت خط الفقر، وكان من هؤلاء نسبة 43.1% تحت سن الثامنة عشر ونسبة 21.9% في الخامسة والستين من العمر وما فوق.

### تعداد عام 2010
بلغ عدد سكان تشيراو 5,851 نسمة بحسب تعداد عام 2010، وبلغ عدد الأسر 2,335 أسرة وعدد العائلات 1,480 عائلة مقيمة في البلدة. في حين سجلت الكثافة السكانية 376.8 نسمة لكل كيلومتر مربع (975.9/ميل2). وبلغ عدد الوحدات السكنية 2,709 وحدة بمتوسط كثافة قدره 174.4 لكل كيلومتر مربع (451.7/ميل2).
وتوزع التركيب العرقي للبلدة بنسبة 40.25% من البيض و55.97% من الأمريكيين الأفارقة و0.75% من الأمريكيين الأصليين و0.62% من الأمريكيين ذوي الأصول الآسيوية و0.58% من الأعراق الأخرى و1.83% من عرقين مختلطين أو أكثر و1.08% من الهسبانيون أو اللاتينيون من أي عرق.
بلغ عدد الأسر 2,335 أسرة كانت نسبة 33.6% منها لديها أطفال تحت سن الثامنة عشر تعيش معهم، وبلغت نسبة الأزواج القاطنين مع بعضهم البعض 32% من أصل المجموع الكلي للأسر، ونسبة 26.9% من الأسر كان لديها معيلات من الإناث دون وجود شريك،  بينما كانت نسبة 4.5% من الأسر لديها معيلون من الذكور دون وجود شريكة وكانت نسبة 36.6% من غير العائلات. تألفت نسبة 33.3% من أصل جميع الأسر من عدة أفراد يعيشون في نفس المنزل ونسبة 13.7% كانت تتألف من شخص يعيش بمفرده يبلغ من العمر 65 عاماً أو أكثر. وبلغ متوسط حجم الأسرة المعيشية 2.36، أما متوسط حجم العائلات فبلغ 2.98.
بلغ العمر الوسطي للسكان 40.6 عاماً. وكانت نسبة 26% من القاطنين تحت سن الثامنة عشر، وكانت نسبة 8.2% بين الثامنة عشر والرابعة والعشرين عاماً، ونسبة 21.2% كانت واقعةً في الفئة العمرية ما بين الخامسة والعشرين والرابعة والأربعين عاماً، ونسبة 26% كانت ما بين الخامسة والأربعين والرابعة والستين، ونسبة 18.6% كانت ضمن فئة الخامسة والستين عاماً فما فوق. وتوزع التركيب الجنسي للسكان بنسبة 43.9% ذكور و56.1% إناث.

## أعلام
- دالي هاتشر
- ديفيد ثورنتون
- ديزي غيليسبي
- باتريك ن. إل. بيلنجر
- أندي هال
- توم بروير
- ويليام فرنسيس ستيفنسون